# Pak Csholdzsin
Pak Csholdzsin (hangul: 박철진, handzsa: 朴哲鎮, RR: Pak Chol-jin; Phenjan, 1985. szeptember 5. –) észak-koreai válogatott labdarúgó.

## Pályafutása

### Klubcsapatban
Az Amnokkang csapatában játszik 2005 óta. 

### A válogatottban
2003 és 2010 között 48 alkalommal játszott az észak-koreai válogatottban. Részt vett a 2010-es világbajnokságon, ahol a Brazília, Portugália és Elefántcsontpart elleni csoportmérkőzéseken kezdőként lépett pályára. Tagja volt a 2011-es Ázsia-kupán szereplő válogatott keretének is. 